# Olly Alexander
Oliver Alexander Thornton, detto Olly (Harrogate, 15 luglio 1990), è un cantante e attore britannico, ex membro degli Years & Years.
Ha rappresentato il Regno Unito all'Eurovision Song Contest 2024 con il brano Dizzy.

## Biografia

### Primi anni
Alexander è nato in Inghilterra. Sua madre, Vicki Thornton, è stata una delle fondatrici del Coleford Music Festival.
In un video su YouTube, caricato da NylonMagazineTV, Olly Alexander ha detto di essersi ritirato dagli studi scolastici.

### Recitazione
La carriera da attore di Alexander comincia con recite in teatro e film come Summerhill e Bright Star,  per il quale è stato nominato per un Academy Award negli Stati Uniti. Ha anche recitato in film come Tormented al fianco di Alex Pettyfer, Enter the Void.
Il suo più grande successo è il film Grandi speranze al fianco di Jeremy Irvine e Holliday Grainger. Alexander ha contribuito alla sceneggiatura e alle musica per il film The Dish & the Spoon, uscito nelle sale durante i primi mesi del 2011.
Da marzo a luglio 2013, Olly ha recitato sulle scene londinesi, interpretando Peter Pan nel dramma Peter and Alice al fianco di Ben Whishaw e Judi Dench. Olly ha anche recitato la parte dello stalker di Cassie Ainsworth nel duplice episodio "Skins Pure" nella stagione finale di Skins, andata in onda nel luglio 2013.
Nel 2014 interpreta uno dei protagonisti nel lungometraggio musicale God Help the Girl, dove canta e suona la chitarra; il film è stato scritto e diretto da Stuart Murdoch, il cantante principale dei Belle and Sebastian. Nello stesso anno ha anche recitato in Posh, l'adattamento cinematografico del dramma omonimo di Laura Wade, al fianco di attori inglesi quali Sam Claflin, Max Irons e Douglas Booth. Dal 2014 ha inoltre recitato nel ruolo ricorrente del vampiro Fenton nella serie TV horror americana Penny Dreadful.

### Years & Years (2010-2023)
Olly Alexander co-fonda gli Years & Years nel 2010 insieme ad altri quattro musicisti. Il gruppo inizia a pubblicare musica tramite etichette minori, per poi firmare un contratto con Polydor Records in seguito all'aumento della fama di Alexander come attore. Persi due membri, il gruppo inizia ad ottenere sempre più consensi grazie ai propri singoli, vincendo anche alcuni riconoscimenti. In particolare il singolo King diventa un notevole successo commerciale, raggiungendo la vetta della classifica britannica. Nel 2016 pubblica l'album di debutto Communion. Nel 2018 viene pubblicato il secondo album del gruppo, Palo Santo, oltre ad una collaborazione col DJ Jax Jones, che dona loro un altro successo commerciale. Nel 2021 viene annunciata la conversione degli Years & Years in un progetto da solista di Alexander, in seguito all'abbandono degli altri due componenti del gruppo. L'artista realizza delle collaborazioni con Elton John e Kylie Minogue, per poi pubblicare l'album Night Call l'anno successivo, nel 2022.
Il 16 dicembre 2023, la BBC ha annunciato ufficialmente di aver scelto Alexander come rappresentante del Regno Unito all'Eurovision Song Contest 2024, svoltosi a Malmö. Nei giorni seguenti, Alexander ha anche dichiarato di aver scelto di iniziare a pubblicare musica con il proprio nome, annunciando di fatto lo scioglimento del progetto Years & Years.

### Carriera solista (2024-)
Il 1º marzo 2024, Alexander ha pubblicato ufficialmente il suo primo singolo da solista, Dizzy, poi presentato all'Eurovision Song Contest 2024. Nella gara di maggio, di diritto in finale poiché rappresentante di una Big Five, Alexander chiude al 18º posto con 46 punti.

## Vita privata
Dichiaratamente gay, Alexander ha affermato in varie interviste che sarebbe contento di vedere usato più spesso il pronome maschile nella musica attuale: è questa, infatti, una peculiarità che hanno molte delle canzoni degli Years & Years. Ha dichiarato infatti in un'intervista con Digital Spy:

## Discografia

### Da solista

#### Album in studio
- 2025 – Polari

#### Singoli
- 2024 – Dizzy
- 2024 – Cupid's Bow
- 2024 – Polari

## Filmografia

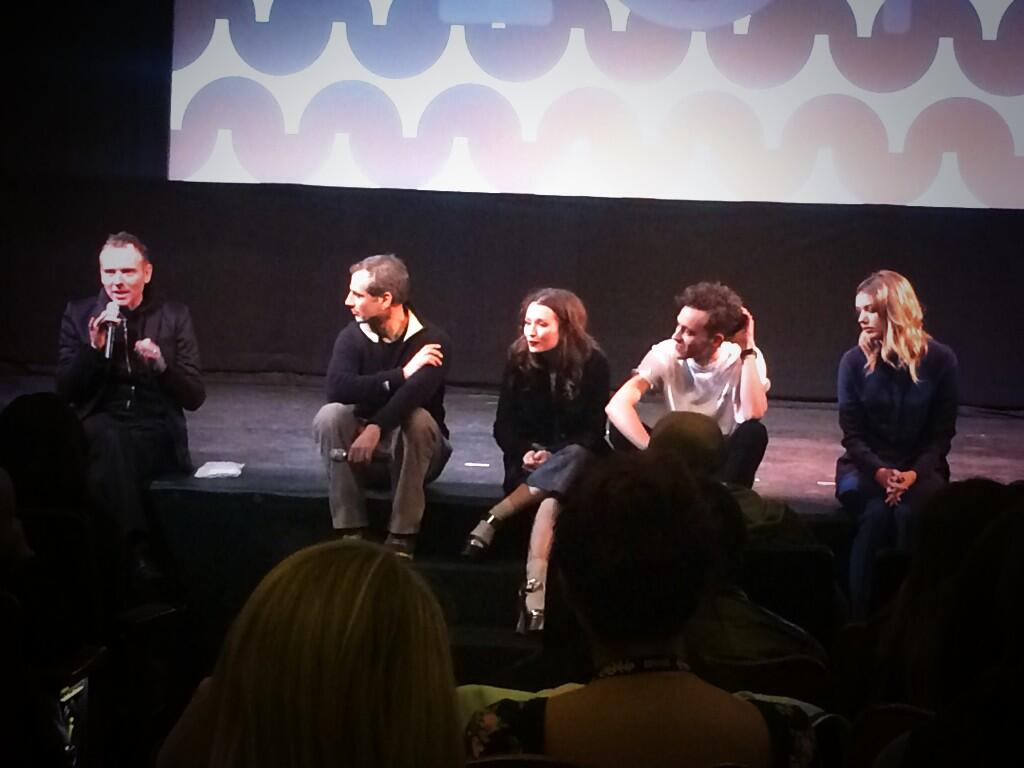
Olly Alexander al Sundance Festival 2014

### Film
- Bright Star, regia di Jane Campion (2009)
- Tormented, regia di Jon Wright (2009)
- Enter the Void, regia di Gaspar Noé (2009)
- Dust, regia di Max Jacoby (2009)
- I fantastici viaggi di Gulliver, regia di Rob Letterman (2010)
- The Dish & the Spoon, regia di Alison Bagnall (2010)
- Bella giornata per un matrimonio (Cheerful Weather for the Wedding), regia di Donald Rice (2010)
- Grandi speranze, regia di Mike Newell (2012)
- Le Week-End, regia di Roger Michell (2013)
- God Help the Girl, regia di Stewart Murdoch (2014)
- Posh, regia di Lone Scherfig (2014)
- Funny Bunny, regia di Alison Bagnall (2015)

### Televisione
- Summerhill, serie TV, 4 episodi (2008)
- Lewis, serie TV, 1 episodio (2009)
- Skins, serie TV, 2 episodi (2013)
- Penny Dreadful, serie TV, 3 episodi (2014)
- It's a Sin, miniserie TV, 5 episodi (2021)

## Teatro
- The Aliens di Annie Baker, regia di Peter Gill. Bush Theatre di Londra (2010)
- Mercury Fur di Philip Ridley, regia di Ned Bennett. Old Red Lion Theatre di Londra (2012)
- Peter and Alice di John Logan, regia di Michael Grandage. Noël Coward Theatre di Londra (2013)

## Doppiatori italiani
Nelle versioni in italiano delle opere in cui ha recitato, Olly Alexander è stato doppiato da:
- Flavio Aquilone in Enter the Void, I fantastici viaggi di Gulliver, Penny Dreadful
- Niccolò Guidi in Le Week-End, Posh
- Simone Veltroni in Bright Star
- Davide Perino in Grandi speranze
- Emiliano Coltorti in Skins
- Leonardo Caneva in It's a Sin